# 源順子
源 順子（みなもと の じゅんし/のぶこ、生没年不詳（貞観17年（875年）- 延長3年4月4日（925年5月4日）説も））は、平安時代前期の女性。史料によって傾子や、頎子とも記されるが、これは順子の草書体が誤ったものと考えられている。宇多天皇の皇女（異説あり）、藤原忠平の室で、藤原実頼の母。

## 概要
『大和物語』98段によれば「菅原の君」と称され、菅原道真女菅原衍子所生と推定される。
順子が忠平の室になったのは、実頼が生まれる昌泰3年（900年）以前と推定される。この婚姻からは、宇多天皇・菅原道真・藤原忠平の三者間の深い関係が想定される。なお、『古事談』には、忠平と順子の婚儀は、忠平が大弁参議のときに朱雀院西対で行われたとある。ただし、忠平が大弁と参議を兼ねたのは、参議還任の延喜8年（908年）以降となるほか、他の登場人物の経歴にも史実との齟齬があることから、『古事談』の逸話をそのまま史実とすることはできない。
『紀貫之集』には、延長2年（924年）に忠平室の五十の算賀が行われたことが記される。また、忠平の日記『貞信公記』および『日本紀略』には、延長3年（925年）4月4日に忠平室が没したことが見える。これらを順子のこととし、その生没年を875年-925年とする説もある。この生年に従うと、順子と宇多天皇（867-931）の年齢差は僅か9歳となることから、宇多天皇の皇女とする史料を疑い、「菅原の君」という呼称についても、光孝天皇の後宮（更衣か）で菅原是善の娘である菅原類子を順子の母と擬定し、のちに宇多天皇の養女になったとする見解がある。類子を光孝天皇の後宮とする根拠は、当時無位であった類子が、光孝天皇践祚直後の元慶8年（884年）2月26日に従五位下に叙し、同日に光孝天皇女御であり宇多天皇の母である班子女王（父は桓武天皇皇子仲野親王）が従三位に叙しているからである。
しかし、『大和物語』98段の内容から上記の説を否定する見解もある。『大和物語』では、実頼の母の菅原の君、すなわち順子が没し、その服喪があけたころに、宇多法皇の仲介によって、忠平に禁色勅許が下されたことが記されている。順子の没年を延長3年とする説では、このエピソードも延長3〜4年のことと解釈するが、その時、忠平は既に正二位左大臣であり、禁色勅許（非参議の四位以下を対象とする）を受けるにはふさわしくない。このことから、延長2年に五十賀を行ない、延長3年に没した人物は、忠平のもう1人の室源昭子（源能有の娘）であり、順子の没年は、実頼生年の昌泰3年以降、忠平が参議に還任し禁色勅許の対象から外れる延喜8年までの間と想定するべきであるという見解である。『後撰和歌集』収載の忠平の和歌の詞書に「七月ばかりに、左大臣のはは身まかりにける時」とあることも、延長3年4月没説を採らない傍証となる。この見解に従えば、宇多天皇との年齢差は不明となり、宇多皇女という史料を疑う必要はなくなる。また、忠平の子女のうち、順子所生と判明するのは実頼のみであり、母の明らかな実頼の弟妹が昭子所生であることとも矛盾しない。